# ون بلس
ون بلس (بالإنجليزية: OnePlus) هي شركة تصنيع هواتف ذكية صينية، يقع مقرها في شنجن، غوانغدونغ. أسسها بيت لاو (الرئيس التنفيذي) وكارل بي في ديسمبر 2013. تخدم الشركة رسمياً 34 دولة ومنطقة حول العالم اعتباراً من يوليو 2018، حيث أصدروا العديد من الهواتف، من بين منتجات أخرى. وتمتلك شركة أوبو حالياً غالبية أسهمها كمساهم وحيد لها، وهي شركة تابعة لبي بي كي إليكترونيكس إلى جانب كل من أوبو وريلمي وفيفو. ومع ذلك، فإن كلاً من ون بلس وأوبو تنفيان أن تكون ون بلس شركة تابعة وأنهما شركتان مستقلتان، على الرغم من تأكيد ون بلس أنها تستخدم خط التصنيع الخاص بأوبو، وتشترك في جزء من موارد سلسلة التوريد مع أوبو.
يقع المقر الرئيسي في مبنى تايران (泰然 大厦) في تشيكونغمياو (车 公庙)، مقاطعة فوتيان.
تشتهر ون بلس أيضاً بشعارها المُميز للغاية: "Never Settle"، والمضمّن في بعض خلفياتها، وكان له الأثر البليغ في تقدم الشركة.

## المنتجات

### الهواتف
| الاسم          | اسم الرمز    | الكشف          | الإصدار الدولي |
| -------------- | ------------ | -------------- | -------------- |
| ون بلس ون      | bacon        | 23 أبريل 2014  | 6 يونيو 2014   |
| ون بلس تو      | oneplus2     | 27 يوليو 2015  | 11 أغسطس 2015  |
| ون بلس إكس     | onyx         | 29 أكتوبر 2015 | 5 نوفمبر 2015  |
| ون بلس 3       | oneplus3     | 14 يونيو 2016  | 14 يونيو 2016  |
| ون بلس ثري تي  | oneplus3t    | 15 نوفمبر 2016 | 28 نوفمبر 2016 |
| ون بلس فايف    | cheeseburger | 20 يونيو 2017  | 27 يونيو 2017  |
| ون بلس فايف تي | dumpling     | 16 نوفمبر 2017 | 21 نوفمبر 2017 |
| ون بلس 6       | enchilada    | 16 مايو 2018   | 22 مايو 2018   |
| ون بلس 6تي     | fajita       | 29 أكتوبر 2018 | 6 نوفمبر 2018  |
| ون بلس 7       | guacamoleb   | 14 مايو 2019   | 25 مايو 2019   |
| ون بلس 7 برو   | guacamole    | 14 مايو 2019   | 25 مايو 2019   |
| ون بلس 7تي     | hotdogb      | 26 سبتمبر 2019 | 28 سبتمبر 2019 |
| ون بلس 7تي     | hotdog       | 10 أكتوبر 2019 | 12 أكتوبر 2019 |
| ون بلس 8 برو   | hotdog       | 10 أكتوبر 2020 | 12 أكتوبر 2020 |
| ون بلس 9       | hotdog       | 23 مارس 2020   | 23 مارس 2020   |

## وصلات خارجية
- الموقع الرسمي